# Pàvlovsk
Pàvlovsk - Павловск (rus) - és una ciutat de l'óblast de Vorónej, a Rússia.

## Història
El 1709 Pere I el Gran transferí els ports fluvials de Vorónej a un nou lloc i hi construí una nova fortalesa, que fou anomenada Sereda, després Ossered i més endavant Osserédskaia. El 1711 s'hi desplaçà una guarnició des de la fortalesa de Sant Pau, prop de la mar d'Azov, i la fortalesa prengué el nom de Pàvlovskaia, i la vila que hi havia al voltant, Pàvlovsk.
A finals del segle xviii Pàvlovsk perdé la seva importància i començà a decaure.
Durant la Segona Guerra Mundial la línia de front passà per la ciutat de Pàvlovsk a partir del juliol del 1942. Les forces de la Wehrmacht foren repel·lides a l'oest pel front de Vorónej, el gener del 1943.